# اینگرم بایواتر
اینگرم بایواتر (انگلیسی: Ingram Bywater؛ ۲۷ ژوئن ۱۸۴۰ – ۱۸ دسامبر ۱۹۱۴) یک محقق کلاسیک اهل بریتانیا بود. او به خاطر مطالعات و تحقیقات‌اش پیرامون فلسفه باستان (یونان) مشهور است. او مدرک‌های افتخاری فراوانی کسب کرد و به عنوان عضو فرهنگستان علوم پروس انتخاب شد.